# Länkäran
Länkäran (azerbajdzjanska: Lənkəran) är en stad i Azerbajdzjan, vid Kaspiska havet, nära gränsen till Iran. Invånarantalet 2010 var 83 300 innevånare. Huvudort i distriktet med samma namn.